# 黃韻材
黃韻材（英語：Wong Wan Choi，1951年11月18日—），原名黃允強，後來改名叫黃允財，香港男演員及中醫師、前影視演員、配音員，曾為佳藝電視、無綫電視及亞洲電視（合約藝員）旗下藝人，現為自由身藝人，現時則已淡出電視圈迄今。

## 背景

### 電視
黃允財於1982年改藝名為黃允材，其後又於2004年改藝名為黃韻材。他與演員伍衛國為小學以及中學同學。其中在就讀小學時為同班同學。另外，黃允財在1965年畢業於九龍城區街坊福利會小學下午校，同年考入彩虹邨天主教英文中學。高中時轉讀聖智德英文書院，與伍衞國再次成為同級同學。
黃允財出生於香港九龍城寨，祖籍廣東省佛山市高明區（在一次亞洲電視清談節目中透露的）；中學時期對戲劇產生濃厚興趣，課餘參加多種戲劇活動並報讀相關課程。1971年考入無綫電視（TVB）主辦之第一期無綫電視藝員訓練班同屆的學員有郭鋒、劉緯民、甘國亮、金興賢、關聰、蘇杏璇、許紹雄、梁立人、招振強、林偉圖、溫燦華、呂有慧、高妙思、程可為、莊文清、孫明貞、陳嘉儀、陳美琪、陳喜蓮及覃恩美等等，是班中的高材生。其聲音圓潤有質感，1972年畢業後不久即被調入無綫電視粵語配音組擔任為外國片集及卡通片的配音工作。由於本身熱衷戲劇，1973年被調回戲劇組，首部主演劇集為《大江東去》；其後不斷被派演劇集男主角，其中在《巫山盟》中的出色表演大受好評。由於黃允財相貌英俊、演技精湛，而成爲當時無綫電視的當紅小生。他的古裝扮相溫文爾雅、英挺俊逸，格外受人讚賞，曾主演出場的劇集是《民間傳奇》系列，之後曾被周梁淑怡挖角到佳視，回歸無綫電視後工作至1989年；1989年，黃允財與無綫約滿後，隨即轉投亞洲電視旗下。
1977年被無綫前高層周梁淑怡邀請，轉投了佳藝電視，但截至佳視倒閉離職為止，於佳藝電視未曾參與任何演出工作。其間大批佳視藝員遭麗的電視挖角，但黃允材卻獲無綫監製曾勵珍臨危受命，於1978年重返無綫。重返後其中最廣為人知的角色為《倚天屠龍記》中飾演楊逍一角；另黃允財在三部《陸小鳳》劇集中扮演的花滿樓一角更是極受歡迎，他因此譽滿香港及海外華人區域，花滿樓成爲他最具代表性的角色。之後在多部廣受歡迎的古裝武俠劇集中均飾要角，是70、80年代香港武俠劇不可或缺的演員之一。其中1980年代的《射鵰英雄傳》和《陸小鳳之鳳舞九天》都曾在中國内地熱播，黃允財飾演的歐陽克和花滿樓深入民心，使他在活躍於現時香港及中國内地影視圈也享有廣泛的知名度。
1989年後，但在黃允財與無綫電視的合約期滿（自1990年代離開無綫電視以後），結束在無線電視18年賓主關係，並轉投亞洲電視有限公司（ATV）被挖角潮後而過檔，除了轉頭亞視後以來亦都是之後在多部劇集中有出色表演，自離開無綫後一直至被周梁淑怡主政的期間由因挖角潮後而獲得機會，跟隨蕭亮、劉丹、楊群、高雄、盧海鵬、楊澤霖、冼灝英、梁思浩、胡渭康、莊靜而、鄧浩光、詹秉熙、惠天賜、龍炳基及彭文堅等人獲邀請下一同轉投亞洲電視，如《皇家儷人》、《勝者為王III王者之戰》、《洪熙官》、《碧血青天楊家將》、《包青天》、《流氓·律師》、《肥貓正傳》等。他不但演技出神入化，還參與許多歌舞表演活動，如“衆志成城爲公益”(1991)、“台慶同心創高峰”(1992)等，展現他善歌亦舞的才華；另有參與綜合節目“歷史也瘋狂”、“過界時代”等。
到了1990年代末期至2000年代後期，亞視因虧損累減少了劇集製作，連帶黃允財開始在亦減少了電視劇演出；2006年離開亞視，後轉往中國大陸發展，並掛牌為執業中醫師。
近年已逐漸地淡出演藝圈、甚少於幕前露面。
2013年，黃允財重返無綫，應黃華麒監製之邀請演出《我們的天空》其中一個單元故事，2023年，監製劉家豪以及總監製陳志江獲邀請第二次再重返無綫，拍攝第二輯的《逆天奇案2》客串演出。

### 電影
遂漸曾在電影及電視界因也頗有成績，曾主演等多部電影，包括很受歡迎的《天堂夢》、《拍拖更》、《鬼揞眼》、《朝花夕拾》、《奪舍》等；也為電影配音，更參與幕後工作，是著名電影《最佳拍檔》的副導演，也是《鬼揞眼》的製片、副導演。黃允財還曾擔任編劇，作品有《男盜女娼》、《火燒紅蓮寺》及《擋不住的瘋情》等電影的劇本，現為香港編劇家協會會員。

### 舞台劇
黃允財現在演藝事業從70年代中期開始為便經常演出話劇，幾十年來均有間斷地參演舞台劇，如《花心大丈夫》、《虎度門》等。2014年主演《一頁飛鴻》挑戰高難度角色，甚為成功，大放異彩。
黃允財偶爾也參演了香港廣播劇，如聲演古韻十足的《白狐馴悍》。

### 其他
黃允財喜歡寫作，有深厚的文學功底，從1970年代開始為香港多種報章雜誌寫專欄文章，更於70年代末出版個人著作集《故夢去匆匆》、《迷》等。其主持才能也非等閒，早在1973-1974年已為無綫電視主持《智運雙全》節目；其他曾擔任大會司儀主持人他的節目有《對話的背後》、《有效之溝通》、《下一站…尖沙咀》，及同時做顧問、充分體現他豐富藥膳知識的《藥膳天王》，黃允財也自此享有“藥膳天王”的美譽。從2008年6月開始為健康雜誌《生命力》撰稿，講述凡人溫暖故事，提供有益藥膳配方；文字精煉、言之有物，為讀者帶出健康積極的信息。
黃允財近年轉投幕前演出。業餘深愛音樂，其歌聲溫柔清朗，感染力強，深受聽衆喜愛。曾錄製發行唱片《世間情》及《陸小鳳與花滿樓》，幾十年來不斷在香港、東南亞及中國大陸登台演唱；黃允財對粵劇粵曲也深有造詣，早在1984年就曾在無綫電視的藝員粵劇競賽“紅星名劇爭掛帥”中奪得冠軍，之後登台表演不斷，近年也多次在粵劇粵曲演唱會中獻唱，尤擅名曲《一段情》、《無情寶劍有情天》、《鳳閣恩仇未了情》、《斷鴻零雁》、《再折長亭柳》等，均廣受歡迎。從2006年開始，黃允財與每年11月舉辦個人演唱會「黃韻材友情有愛演唱會」為敬老慈善籌款，每次均全場爆滿，黃允財亦古亦今、亦歌亦舞，其精湛的歌藝及精彩的表演受到觀衆的大力讚賞，深受圈内外人士一致稱讚及美譽。近年來廣受國内外各方邀請，到各地登台表演，唱歌會知音，最終回歸。
從八十年代中後期開始，黃允財利用工餘時間拜師學習中醫，專長針灸把脈，現早已成爲香港著名中醫師，開設醫舘行醫濟世。曾經擔任僑港中醫師公會副理監事長及名醫名方研究會常務理事。
2000年后，黃允財淡出影視圈，穿梭中、在港兩地工作，間中亦會於電影及電視劇集客串演出。
踏入兩千年代，黃允財工作之外熱心慈善公益，特別是多年來頻繁不懈地為貧苦老人義演、義診，並常年組織其他藝人一起進行敬老活動；身為香港演藝人協會理事[第五、六、七、八、九屆(2001年~2011年)]，黃允財近年才每次積極參與組織與籌劃演藝界大型活動，如“1：99音樂會”(2003)、“愛心無國界大匯演”(2005)、“雪中送暖行動”(2008)、“演藝界512關愛行動”(2008)、“8.8水災關愛行動”(2009)、“愛心無國界311燭光晚會”(2011)等，為香港社會及慈善公益的中流砥柱之一。
2021年中，黃允財退休後並辭去中醫職務。

### 近況
黃允財是少數出身於無綫電視並簽約至今的藝人之一。
黃允財與無綫電視約滿後，曾轉投亞視。
一直留守於亞洲電視末落。黃允財曾是亞洲電視藝員之一。
進入2000年代起，因亞視劇集製作遂漸減少，偶爾參演自製的香港電影及劇集等。
目前，黃允財淡出香港娛樂圈，間中為電視劇演出，並恢復自由身藝人身份，時有出席商演，參與慈善活動。
2010年代起，曾被邀復出參與演出以個人身份形式拍攝無綫電視的劇集。

## 演出作品

### 電視劇(佳藝電視)
待整理

### 電視劇(無綫電視)

#### 1970年代
- 大江東去(1973，時裝) 飾 廖偉業
- 巫山盟(1975，時裝) 飾 孫維德
- 香港風情畫(1975，時裝) 飾 吳為邦
- 愛情組曲(1975，時裝)
- 乘風破浪(1975，時裝) 飾 羅家齊
- 董小宛(1975，古裝) 飾 吳次尾
- 民間傳奇之雙喜臨門(1975，古裝) 飾 賈俊英
- 民間傳奇之聶小倩(1975，古裝) 飾 寧采臣
- 民間傳奇之殺狗記(1975，古裝) 飾 孫華
- 民間傳奇之金葉菊(1975，古裝) 飾 張貴芬
- 民間傳奇之繡襦記(1976，古裝) 飾 鄭元和
- 民間傳奇之岳飛 (1976，古裝) 飾 岳雲
- 民間傳奇之帝女花 (1976，古裝) 飾 周世顯
- 無花果(1976，時裝) 飾 劍亮
- 睇開D啦(1976，時裝)
- 畸人列傳(1976，時裝) 飾 阿丁
- 七女性(1976，時裝) 飾 Andy
- 狂潮 (1976，時裝) 飾 馬雲飛
- 楊貴妃(1976，古裝) 飾 安祿山
- 陸小鳳(1976，古裝) 飾 花滿樓
- 近代豪俠傳之秋瑾 (1977，古裝) 飾 徐錫麟
- 陸小鳳之決戰前後(1977，古裝) 飾 花滿樓
- 大報復(1977，民初) 飾 何江生
- 香港傳奇(1977，時裝)
- 強人(1978，時裝) 飾 香祖輝
- 陸小鳳之武當之戰(1978，古裝) 飾 花滿樓
- 奇謀妙計施公案(1978，古裝) 飾 黃天霸
- 一劍鎮神州(1978，古裝) 飾 凌繼祖
- 小李飛刀(1978，古裝) 飾 上官飛
- 小李飛刀之魔劍俠情(1978，古裝) 飾 上官飛
- 倚天屠龍記(1978，古裝) 飾 楊逍
- 抉擇(1979，時裝) 飾 韓庭初
- 楚留香(1979，古裝) 飾 南宮靈
- 絕代雙驕(1979，古裝) 飾 黑蜘蛛

#### 1980年代
- 歡樂群英(1980，古裝) 飾 金麒麟
- 龍虎雙霸天(1981，時裝) 飾 孟森
- 千王群英會(1981，時裝) 飾 仇鏗
- 無雙譜(1981，古裝) 飾 桑衙內
- 楊門女將(1981，古裝) 飾 飛虎
- 封神榜(1981 ,  古裝)  飾   楊戩
- 星塵(1982，時裝) 飾 徐錚
- 雙面人(1982，時裝) 飾 莊雲青
- 奶奶早晨(1983，時裝) 飾 冼志超
- 信是有緣(1984，時裝) 飾 顧俊德
- 老爺大過天(1984，時裝) 飾 邱信韋
- 光怪陸離(1985，時裝) 飾 紀式威、江道強、戚偉、陳里山
- 射雕英雄傳之鐵血丹心(1983，古裝) 飾 歐陽克
- 射雕英雄傳之東邪西毒(1983，古裝) 飾 歐陽克
- 決戰玄武門(1984，古裝) 飾 李翊
- 魔域桃源(1984，古裝) 飾 莫不癡
- 雪山飛狐(1985，古裝) 飾 福康安/陳家洛
- 陸小鳳之鳳舞九天(1986，古裝) 飾 花滿樓
- 神劍魔刀(1986，古裝) 飾 上官逸
- 倚天屠龍記(1986，古裝) 飾 宋遠橋
- 豪情(1987，時裝) 飾 江震升
- 大茶園(1988，古裝) 飾 樂未央
- 大都會(1988，時裝)
- 少林與詠春(1988，古裝) 飾 陸阿采
- 絕代雙驕(1988，古裝) 飾 魏無牙
- 太平天國(1988，古裝) 飾 李鴻章
- 奇門鬼谷(1988，古裝) 飾 司馬平
- 人海虎鯊(1989，時裝) 飾 郭錦安

#### 2010年代
- 我們的天空(2014，時裝) 飾 英叔

#### 2020年代
- 逆天奇案2(未播映，時裝) 飾

### 電視劇(亞洲電視)

#### 1980年代
- 皇家檔案之阿亮(1989) 飾 陳偉亮
- 皇家儷人(1989) 飾 許志忠

#### 1990年代
- 單身靚族(1990) 飾 鴨寮街
- 隔世天師(1990) 飾 張福林
- 劍三十(1991) 飾 仇貫天
- 廟街豪情(1991) 飾 姜森
- 大提琴與點38(1991) 飾 胡志偉
- 摩登七十二家房客(1992)
- 伯虎為卿狂(1992) 飾 曲清
- 龍在江湖(1992) 飾 白玉樓
- 仙鶴神針(1992) 飾 滕雷
- 點解阿SIR係隻鬼II(1993)飾 吳濟
- 勝者為王III王者之戰(1993) 飾 宋謙
- 天蠶變之再與天比高(1993) 飾 白石
- 九命奇冤梁天來 (1993) 飾 鮑忠甫
- 馬場風雲(1993) 飾 黃英杰
- 岳飛傳(1994)飾 宋高宗
- 洪熙官(1994) 飾 乾隆帝
- 九王奪位(1994)飾 胤禔
- 碧血青天楊家將(1994) 飾 八賢王
- 城中姐妹花2之子夜情人(1995) 飾 潘劍雄
- 法外英雄(1995) 飾 張兆洪
- 新包青天(1995) 飾 呂夷簡
- 千王之王重出江湖(1996) 飾 董其善
- 再見豔陽天(1996) 飾 凌軍醫
- 劍嘯江湖(1996) 飾 陸隱峰
- 親親，親人(1996) 飾 寶劍聲
- 國際刑警(1997) 飾 趙肅
- 流氓·律師(1998) 飾 阮利來
- 南海十三郎(1999) 飾 千里駒
- 肥貓正傳II(1999) 飾 張毅
- 我和殭屍有個約會II(1999) 飾 校長

#### 2000年代
- 寶島春夢(2000) 飾 宋子瑜
- 曲終情未了(2000) 飾 郭鎮煌
- 影城大亨(2000) 飾 張鐵
- 與狼共枕(2000) 飾 司徒勇
- 電視風雲(2000) 飾 趙若愚
- 俠骨仁心(2001) 飾 余家樂
- 縱橫天下(2001) 飾 張鐵柱
- 非常好警(2001) 飾 陳少鵬
- 騷東坡(2001) 飾 王安石
- 親子情未了(2002) 飾 郭振發
- 有求必應(2002) 飾 樂哥
- 女俠丁叮噹(2003) 飾 王丞相
- 萬家燈火(2003) 飾 阿財
- 愛在有情天(2004) 飾 賀永年
- 異世驚情夢(2004) 飾 令狐綯/楊鼎勳
- 爸爸向前走(2005) 飾 夏村長
- 危險人物之校長燒尸(2005) 飾 陳國華

#### 2010年代
- 法網群英(2010) 飾 蒙自強（Dr.Mong）

### 電視劇(ViuTV)
- 詭探前傳(2019) 飾 何寶之

### 舞台劇
- 花心大丈夫(1995)
- 虎度門(2010) 飾 應錦龍
- 一頁飛鴻(2014) 飾 常映輝

### 廣播劇
- 白狐馴悍 飾 楊萬石
- 牛年喜事多(2009) 飾 牛安田

### 曾擔任節目主持 (無綫電視)
- 智運雙全
- 對話的背後
- 有效之溝通
- 雙星報喜（演出）

### 曾擔任節目主持 (亞洲電視)
- 向每顆星致敬（嘉賓）
- 下一站…尖沙咀
- 藥膳天王

### 電影
- 天堂
- 女魔
- 陸小鳳與西門吹雪
- 天堂夢
- 難兄難弟(1982)
- 拍拖更
- 鬼揞眼
- 朝花夕拾
- 我要富貴
- 愛之殺
- 還看今朝
- 穿梭玉女降
- 曝光人物
- 驚天龍虎豹
- 兩廂情願
- 男盜女娼
- 香港重案實錄之西環浮屍(1995) 飾 李偉民
- 奪舍
- 金榜題名(1996) 飾 老六
- 非典人生
- 葬礼揸Fit人

### 電影配音
- 蝶變（1979）
- 黃飛鴻與鬼腳七（1980）
- 八両金（1989）
- 阿修羅（1990）
- 美女與野獸（1992）
- 黃飛鴻II男兒當自強（1992）

## 幕後工作
- 最佳拍檔(副導演)
- 拍拖更(副導演)
- 鬼揞眼(製片、副導演)
- 最佳損友(助導)
- 男盜女娼(編劇、對白)
- 火燒紅蓮寺(編劇)
- 擋不住的瘋情(編劇)

## 音樂作品(唱片)
- 世間情
- 陸小鳳與花滿樓
- 佛誕吉祥

## 外部連結
- 鮮花滿樓(黃韻材/黃允財/黃允材網站)
- 黃韻材 Facebook
- 黃韻材在新浪的微博